# Charles Gildon
Charles Gildon (né vers 1665 et mort en 1724) est un écrivain anglais du début du XVIIIe siècle, tour à tour traducteur, biographe, essayiste, dramaturge, poète, auteur de lettres fictives, fabuliste et critique.
On lui doit de nombreuses informations sur la vie de la plupart des auteurs de la Restauration anglaise, bien qu'il semble avoir inventé et propagé beaucoup de faits inexacts en ce qui les concerne. Cet écrivain controversé fut la cible d'Alexander Pope, à la fois dans La Dunciade et dans l'Épître au Dr. Arbuthnot. Gildon était également l'ennemi de Jonathan Swift. 
Les biographies de Gildon sont, dans bien des cas, les seules disponibles. Néanmoins, il a été prouvé que presque toutes contenaient des faits inventés de toutes pièces. En raison de la caricature de Gildon faite par Pope, mais aussi à cause du volume considérable de ses écrits, Gildon passe pour l'archétype de l'écrivain opportuniste et recourant volontiers à des nègres.
Son ouvrage La nouvelle Métamorphose a été publié en 1724 accompagnée de sept illustrations de l'artiste William Hogarth. Il se veut une parodie de L'Âne d'or d'Apulée.